# Irène Kälin

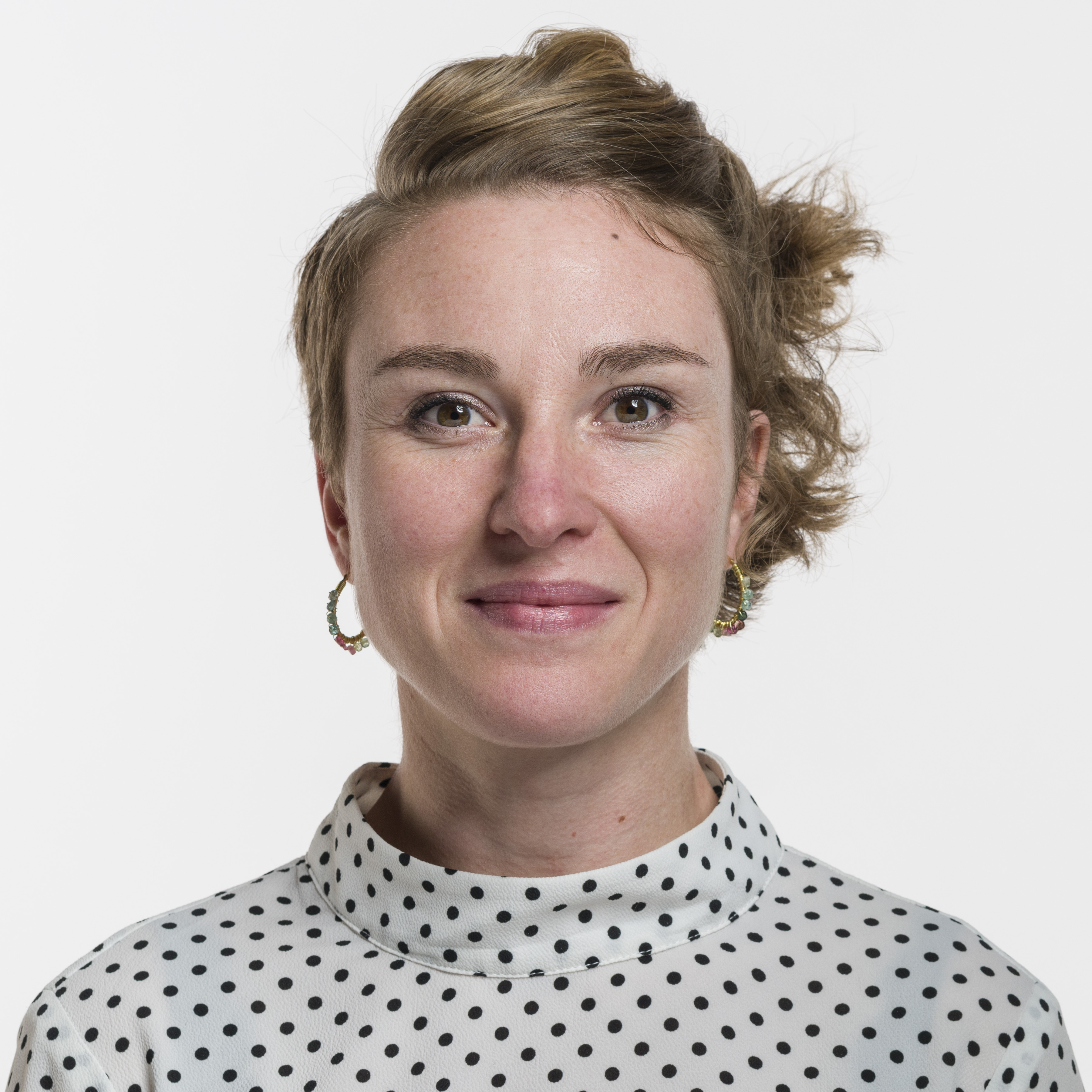
Irène Kälin (2019)

Irène Kälin (* 6. Februar 1987 in Lenzburg; heimatberechtigt in Einsiedeln) ist eine Schweizer Politikerin (Grüne). Sie war im Amtsjahr 2021/22 Nationalratspräsidentin.

## Leben und Wirken
Kälin absolvierte 2007 die Matura am Gymnasium Leonhard in Basel. Sie studierte im Anschluss zunächst Französische Literatur und im Nebenfach Arabisch, ab 2009 Islamwissenschaft und Religionswissenschaft an der Universität Zürich und erlangte 2013 den Bachelor of Arts. Ab 2014 absolvierte sie das Masterstudienprogramm «Religionskulturen» an der Universität Bern, das sie 2018 mit einer Arbeit über das Thema «Zur Anerkennung muslimischer Gemeinschaften in der Schweiz: Muslimische und politische Akteure im Blickfeld» abschloss. Von 2015 bis 2016 arbeitete sie als Gewerkschaftssekretärin bei der Unia Aargau; heute ist sie Präsidentin der Aargauer Dachorganisation der Arbeitnehmenden, ArbeitAargau.
Von Januar 2010 bis November 2017 gehörte Kälin dem Grossen Rat des Kantons Aargau an. Dort war sie Stellvertreterin in drei Kommissionen: der Kommission für Aufgabenplanung und Finanzen (2010–2013), der Einbürgerungskommission (2013–2015) sowie der Kommission für Umwelt, Bau, Verkehr, Energie und Raumordnung (2013–2015); ab 2017 war sie Mitglied der Geschäftsprüfungskommission. Von April 2013 bis November 2017 war sie Co-Fraktionspräsidentin der Grünen im Grossen Rat und von 2012 bis 2014 Vizepräsidentin der Grünen Schweiz.
Bei den Parlamentswahlen 2015 kandidierte sie sowohl für den National- als auch für den Ständerat. Am 27. November 2017 übernahm sie als Zweitplatzierte auf der Wahlliste der Grünen den Sitz des zurückgetretenen Jonas Fricker im Nationalrat. Bei den Wahlen 2019 wurde sie im Amt als Nationalrätin bestätigt. Am 29. November 2021 wurde sie zur Nationalratspräsidentin 2021/22 gewählt. Bei den Wahlen 2023 kandidiert sie für den Ständerat.
Kälin war ab 2013 mit dem Journalisten Werner De Schepper liiert. Das Paar zog 2018 von Lenzburg nach Oberflachs (AG), im selben Jahr kam ihr gemeinsamer Sohn zur Welt. Im Jahr 2023 wurde die Trennung bekannt, Kälin zog daraufhin nach Aarau.